# Jerry Lucas
Jerry Ray Lucas (Middletown, 30 maart 1940) is een Amerikaans voormalig basketballer. Hij won met het Amerikaans basketbalteam de gouden medaille op de Olympische Zomerspelen 1960.

## Carrière
Lucas speelde voor het team van de Ohio State University (Ohio State Buckeyes) van 1959 tot 1962. Tijdens de Olympische Spelen van 1960 speelde hij 8 wedstrijden, inclusief de laatste wedstrijd tegen Italië. Gedurende deze wedstrijden scoorde hij 134 punten. Hij werd gekozen door de Cincinnati Royals als territorial pick in de NBA draft van 1962. In plaats van te tekenen bij hen koos hij voor de Cleveland Pipers uit de American Basketball League. Hij zou nooit voor hen spelen doordat de competitie vroegtijdig stopte.
Hij tekende daarna toch voor de Cincinnati Royals waar hij speelde van 1963 tot 1969. In 1969 werd hij geruild naar de San Francisco Warriors voor Jim King en Bill Turner. Van 1969 tot 1971 speelde hij voor de Warriors voordat hij geruild werd naar de New York Knicks voor Cazzie Russell. Met de Knicks werd hij in 1973 NBA-kampioen.
Na zijn carrière als speler begon hij zijn eigen bedrijf. In 1961 werd hij door Sports Illustrated uitgeroepen tot Sportsman of the Year. In 1980 werd hij toegevoegd aan de Basketball Hall of Fame.

## Erelijst
- NBA-kampioen: 1973
- NBA All-Star: 1964, 1965, 1966, 1967, 1968, 1969, 1971
- NBA All-Star Game MVP: 1965
- All-NBA First Team: 1965, 1966, 1968
- All-NBA Second Team: 1964, 1967
- NBA Rookie of the Year: 1964
- NBA All-Rookie First Team: 1964
- Olympische Spelen: 1960
- Nummer 11 teruggetrokken door de Ohio State Buckeyes
- NBA's 50th Anniversary All-Time Team
- NBA 75th Anniversary Team

## Statistieken

### Regulier seizoen
| Seizoen      | Team                   | WG  | WS | MPW  | 2P%  | 3P% | FW%  | RPW  | APW | SPW | BPW | PPW  |
| ------------ | ---------------------- | --- | -- | ---- | ---- | --- | ---- | ---- | --- | --- | --- | ---- |
| 1963/64      | Cincinnati Royals      | 79  | —  | 41,4 | 52,7 | —   | 77,9 | 17,4 | 2,6 | —   | —   | 17,7 |
| 1964/65      | Cincinnati Royals      | 66  | —  | 43,4 | 49,8 | —   | 81,4 | 20,0 | 2,4 | —   | —   | 21,4 |
| 1965/66      | Cincinnati Royals      | 79  | —  | 44,5 | 45,3 | —   | 78,7 | 21,1 | 2,7 | —   | —   | 21,5 |
| 1966/67      | Cincinnati Royals      | 81  | —  | 43,9 | 45,9 | —   | 79,1 | 19,1 | 3,3 | —   | —   | 17,8 |
| 1967/68      | Cincinnati Royals      | 82  | —  | 44,1 | 51,9 | —   | 77,8 | 19,0 | 3,3 | —   | —   | 21,5 |
| 1968/69      | Cincinnati Royals      | 74  | —  | 41,6 | 55,1 | —   | 75,5 | 18,4 | 4,1 | —   | —   | 18,3 |
| 1969/70      | Cincinnati Royals      | 4   | —  | 29,5 | 51,4 | —   | 71,4 | 11,3 | 2,3 | —   | —   | 10,3 |
| 1969/70      | San Francisco Warriors | 63  | —  | 36,5 | 50,7 | —   | 78,6 | 14,4 | 2,6 | —   | —   | 15,4 |
| 1970/71      | San Francisco Warriors | 80  | —  | 40,6 | 49,8 | —   | 78,7 | 15,8 | 3,7 | —   | —   | 19,2 |
| 1971/72      | New York Knicks        | 77  | —  | 38,0 | 51,2 | —   | 79,1 | 13,1 | 4,1 | —   | —   | 16,7 |
| 1972/73      | New York Knicks        | 71  | —  | 28,2 | 51,3 | —   | 80,0 | 7,2  | 4,5 | —   | —   | 9,9  |
| 1973/74      | New York Knicks        | 73  | —  | 22,3 | 46,2 | —   | 69,8 | 5,1  | 3,2 | 0,4 | 0,3 | 6,2  |
| Carrière     | Carrière               | 829 | —  | 38,8 | 49,9 | —   | 78,3 | 15,6 | 3,3 | 0,4 | 0,3 | 17,0 |
| NBA All-Star | NBA All-Star           | 7   | 6  | 26,1 | 54,7 | —   | 90,5 | 9,1  | 1,7 | —   | —   | 12,7 |

### Play-offs
| Seizoen  | Team                   | WG | WS | MPW  | 2P%  | 3P% | FW%   | RPW  | APW | SPW | BPW | PPW  |
| -------- | ---------------------- | -- | -- | ---- | ---- | --- | ----- | ---- | --- | --- | --- | ---- |
| 1963/64  | Cincinnati Royals      | 10 | —  | 37,0 | 39,0 | —   | 70,3  | 12,5 | 3,4 | —   | —   | 12,2 |
| 1964/65  | Cincinnati Royals      | 4  | —  | 48,8 | 50,7 | —   | 77,3  | 21,0 | 2,3 | —   | —   | 23,3 |
| 1965/66  | Cincinnati Royals      | 5  | —  | 46,2 | 47,1 | —   | 77,1  | 20,2 | 2,8 | —   | —   | 21,4 |
| 1966/67  | Cincinnati Royals      | 4  | —  | 45,8 | 43,6 | —   | 100,0 | 19,3 | 2,0 | —   | —   | 12,5 |
| 1970/71  | San Francisco Warriors | 5  | —  | 34,2 | 50,6 | —   | 68,8  | 10,0 | 3,2 | —   | —   | 17,8 |
| 1971/72  | New York Knicks        | 16 | —  | 46,1 | 50,0 | —   | 83,1  | 10,8 | 5,3 | —   | —   | 18,6 |
| 1972/73  | New York Knicks        | 17 | —  | 21,6 | 48,2 | —   | 87,0  | 5,0  | 2,3 | —   | —   | 7,5  |
| 1973/74  | New York Knicks        | 11 | —  | 10,5 | 23,8 | —   | —     | 2,0  | 0,8 | 0,4 | 0,0 | 0,9  |
| Carrière | Carrière               | 72 | —  | 32,9 | 46,7 | —   | 78,6  | 10,0 | 3,0 | 0,4 | 0,0 | 12,4 |

7 Meminger · 
10 Frazier · 
12 Barnett · 
15 Monroe · 
17 Bibby · 
18 Jackson · 
19 Reed · 
22 DeBusschere · 
24 Bradley · 
32 Lucas · 
40 Gianelli · 
43 Wingo · 
Coach Holzman
3 Jerry West · 
4 Walt Bellamy · 
5 Bob Boozer · 
6 Terry Dischinger · 
7 Burdette Haldorson · 
8 Darrall Imhoff · 
9 Allen Kelley · 
10 Lester Lane · 
11 Jerry Lucas · 
12 Adrian Smith · 
13 Jay Arnette · 
14 Oscar Robertson · 
Coach Pete Newell
- Bibsys: 9040555
- CiNii: DA03316791
- Gemeinsame Normdatei: 1186923555
- International Standard Name Identifier: 0000 0000 8262 7237
- Library of Congress Control Number: n50039144
- Nationale Bibliotheek van Letland: 000163439
- Nationale Bibliotheek van Tsjechië: mub2013753975
- Nationale Bibliotheek van Israël: 987007273569005171
- Nederlandse Thesaurus van Auteursnamen: 310930529
- Virtual International Authority File: 72637447
- WorldCat: E39PBJcgtKfgGgMcXrPH93yKh3